# Елізабет Томпсон
Елізабет Томпсон, леді Батлер (англ. Elizabeth Southerden Thompson, Lady Butler ; 3 листопада 1846, Лозанна, Швейцарія — 2 жовтня 1933, замок Горманстон, графство Міт, Ірландія) — британська майстриня історичного живопису, художниця-баталіст[ка], авторка картин головно на сюжети із воєнної історії Великої Британії ХІХ — початку ХХ ст.
Старша сестра британської письменниці та поетеси Еліс Мейнелл.

## Життєпис
Елізабет Томпсон народилася на віллі Клермонт у Лозанні, Швейцарія, у сім’ї Томаса Джеймса Томпсона (бл. 1812 — 1881) та Крістіани Джейн Томпсон (1825—1910), уродженої Веллер. Це була заможна родина у якій підтримували інтерес дітей до культури і мистецтва.
Елізабет отримувала приватні уроки в лондонського художника Вільяма Стендіша та у школі мистецтв для жінок Південного Кенсінгтона (1861—1863, згодом знову вчилася у цій школі після 1870).  
Її батько, Томас Джеймс Томпсон (1812–1881), після невдалих спроб балотуватися у парламент, повіз свою родину за кордон і «присвятив своє дозвілля» освіті своїх дочок Елізабет і Еліс (пізніше Еліс Мейнелл).
Томпсони багато подорожували Європою (Франція, Італія, Бельгія, Німеччина). З квітня по жовтень 1869 року Елізабет з сім’єю перебувала у Флоренції, де відвідувала майстерню академічного художника Джузеппе Беллуччі (1827–1882) і почала тяжіти до військових тем, котрі вона вважала в основному знехтуваними в мистецькому житті Англії того часу. Потім Томпсони переїхали до Рима на сім місяців, а потім повернулися до Лондона влітку 1870 року. Два роки Елізабет вчилася в школах Південного Кенсінгтона.  
В Італії вона в основному зосереджувалася на релігійних сюжетах, таких як «Магніфікат», але через рік, поїхавши до Парижа в 1870 році, вона побачила батальні сцени, написані Жаном Луї Ернестом Мейсоньє та Едуардом Детайлем, і була настільки зворушена та вражена, що одразу переключила свою увагу на воєнні картини.
Елізабет Томпсон вперше виставлялася в Королівській академії в 1873 році, а її робота 1874 року «Перекличка» принесла їй успіх і популярність у світі мистецтва. Вона постійно виставлялася в Академії, а так само в галереї Дадлі, Паризькому салоні, Новій галереї, Товаристві жінок-художників, Королівському інституті Глазго та Товаристві образотворчого мистецтва. Критики постійно відзначали її точність відтворення і знання бойових порядків та обмундирування.
Вісімнадцять робіт леді Батлер зберігаються в публічних колекціях Великої Британії, в тому числі в Тейт; «Перекличка»  перебуває в Королівській колекції після того, як її було придбано королевою Вікторією.
Вийшла заміж за сера Вільяма Батлера в 1877 році. У подружжя було шестеро дітей (троє синів та троє дочок).
Під час Першої світової війни художниця створювала акварелі, гроші від продажу яких спрямовувала на благодійність, в тому числі на допомогу армії. Після Першої світової вподобання публіки змінилися і творчість художниці стала мало популярною і вважалася пережитком минулої епохи, хоча Елізабет Батлер писала картини аж до самої її смерті у 1933. 
Останні роки свого життя вона провела зі своєю донькою Ейлін, віконтесою Горманстон, у замку Горманстон, Ко-Міт. Вона померла там незадовго до свого 87-го дня народження і похована на сусідньому кладовищі Стамуллен.

## Відомі картини
| Зображення | Назва англійською мовою                                                                     | Назва українською                             | Рік створення | Сюжет |
| ---------- | ------------------------------------------------------------------------------------------- | --------------------------------------------- | ------------- | ----- |
|            | Calling the Roll After An Engagement, Crimea (також відома як The Roll Call)                | Перекличка після бою, Крим                    | 1874          |       |
|            | The 28th Regiment at Quatre Bras                                                            | 28-й полк при Катр-Бра                        | 1875          |       |
|            | The Remnants of an Army, Jellalabad, January 13, 1842 (також відома як Remnants of an Army) | Залишки армії, Джелалабад, 13 січня 1842 року | 1879          |       |
|            | The Defence of Rorke's Drift                                                                | Оборона Роркс-Дріфт                           | 1880          |       |
|            | The Return from Inkerman                                                                    | Повернення з Інкермана                        |               |       |
|            | Scotland Forever!                                                                           | Шотландія навіки!                             | 1881          |       |
|            | Balaclava                                                                                   | Балаклава                                     | 1876          |       |